# Штандарт Ізмаїла
Штанда́рт Ізмаїла затверджений 28 грудня 2001 року рішенням 25 сесії Ізмаїльської міської ради XXIII скликання.

## Опис
Штандарт міста — прямокутне полотнище жовтого кольору розміром по горизонталі — 70 см, по вертикалі — 140 см. Нижній край оформлений трьома фестонами.
Жовтий колір символізує щедрість і багатство. У верхній частині полотнища розташовано назву міста: «Ізмаїл». У центрі полотнища розташований герб міста, затверджений міською радою народних депутатів 13 квітня 1992 року. Під гербом розташовані слова: «віра, воля, перемога».
Зворотний бік полотнища кріпиться на підкладку жовтого кольору.
У верхній частині полотнища протягнута металева вісь. До неї прикріплений золотий шнур, за допомогою якого штандарт кріпиться до верхівки древка. Довжина древка 250 см, діаметр 3 см.
У лютому 2017 року було запропоновано проект прапору міста: прямокутне полотнище зі співвідношенням ширини до довжини 2:3 з вертикальним розташуванням рівновеликих смуг: синьої, білої та жовтої. У центрі на білій смузі розміщено герб Ізмаїла. Геометричні центри прапору і герба мають збігатись.